# Cantone di Escazú
Il cantone di Escazú è un cantone della Costa Rica facente parte della provincia di San José.

## Geografia antropica

### Suddivisioni amministrative
Il cantone  è suddiviso in 3 distretti:
- Escazú
- San Antonio
- San Rafael